# Candelariella boleana
Candelariella boleana är en lavart som beskrevs av Etayo, Palice & T. Sprib. Candelariella boleana ingår i släktet Candelariella och familjen Candelariaceae.   Inga underarter finns listade i Catalogue of Life.